# 杯底不可飼金魚
〈杯底不可飼金魚〉為發表於1949年4月18日的台語藝術歌曲，作曲者為知名台灣音樂人呂泉生，作詞者為劇作家陳大禹，亦由呂泉生演唱的創作民謠，首次發表的地點為位於台北市中山堂（即台灣日治時期的台北公會堂），為鋼琴伴奏的獨唱台語民謠。

## 曲名意義
歌名的「不可」事實上是「毋通」，也就是〈杯底毋通飼金魚〉
「杯底毋通飼金魚」為臺灣語中的俗諺，係勸人乾杯，飲盡杯中酒之意。

### 解說
歌詞內容含「飲（啉）啦！杯底不可（毋通）飼金魚，好漢剖腹來相見」、「興到食酒免揀時，情投意合上歡喜」的〈杯底毋通飼金魚〉，創作靈感來自趙元任〈飲酒歌〉的「天公造酒又造愛」一句。事實上，呂泉生亦原將該歌名題為〈台語飲酒歌〉，但因歌名與趙元任的飲酒歌相同，以及因應歌曲風格予以更名。
該歌曲曲風雖有別其他台語民謠；為爽朗、明快、豪邁的曲風，根據已故文史專家莊永明2012年「莊永明書坊」文章表示，「杯底毋通飼金魚」根據呂泉生自述，呂泉生當時在「台灣廣播電台」（今中廣電台的前身）擔任演藝股長，電台共事的台籍主管一一被以莫須有的罪名逮捕入獄，只有呂泉生倖免。呂泉生有感於「二二八事件」造成的傷亡無以計數，深覺痛心，據呂泉生自述，他發表該歌曲的意思為希望各台灣族群；如歌詞「朋友弟兄無議論」相同的，無本省與外省的隔閡。歌曲隱喻希望外省人跟本省人大家都可以坐下來喝杯酒，杯底不要留酒，一飲而盡，往後和樂過生活，肝膽相照，化解雙方猜忌或仇恨，有族群融合的寓意。

## 查禁
〈杯底毋通飼金魚〉正式發行於1949年4月，時值四六事件，作詞人陳大禹因該事件被列入黑名單，為躲避當局追緝，轉眼從台灣渡往中國。
臺灣省政府主席兼警備總司令陳誠於西元1949年（民國38年）頒布戒嚴令，直至西元1987年（民國76年）總統蔣經國宣布解嚴正式終止。戒嚴時期國民政府限縮人民自由與基本人權，包含集會、結社、言論、出版等權利，並設黨禁、報禁等。〈杯底毋通飼金魚〉因「歌詞中有勸人飲酒作樂、腐蝕人心」等非政治的理由遭列為禁歌。

## 歌詞

### 漢字
啉啦！杯底毋通飼金魚，好漢剖腹來相見；
拚一步，爽快麼值錢！
啉啦！杯底毋通飼金魚，興到食酒免揀時；
情投意合上歡喜，杯底毋通飼金魚！
朋友弟兄無議論，欲哭欲笑據在伊；
心情鬱卒若無透，等待何時咱的天！
哈…醉落去！杯底毋通飼金魚！
啉啦！杯底毋通飼金魚，好漢剖腹來相見；
拚一步！爽快麼值錢！
啉啦！杯底毋通飼金魚，興到食酒免揀時；
情投意合上歡喜，杯底毋通飼金魚！
朋友弟兄無議論，欲哭欲笑據在伊；
心情鬱卒若無透，等待何時咱的天！
哈…哈哈哈哈醉落去！杯底毋通飼金魚…

## 外部連結
- 台灣之音，《歷史台灣，好漢剖腹來相見》